# Valparai
Valparai là một thị xã panchayat của quận Coimbatore thuộc bang Tamil Nadu, Ấn Độ.

## Địa lý
Valparai có vị trí 10°22′B 76°58′Đ / 10,37°B 76,97°Đ Nó có độ cao trung bình là 1193 mét (3914 feet).

## Nhân khẩu
Theo điều tra dân số năm 2001 của Ấn Độ, Valparai có dân số 94.962 người. Phái nam chiếm 49% tổng số dân và phái nữ chiếm 51%. Valparai có tỷ lệ 72% biết đọc biết viết, cao hơn tỷ lệ trung bình toàn quốc là 59,5%: tỷ lệ cho phái nam là 80%, và tỷ lệ cho phái nữ là 64%. Tại Valparai, 10% dân số nhỏ hơn 6 tuổi.